# Фідья і каффара
Фідья (араб. الفدية) і kaffara або kaffarah (арабська كفارة) — це релігійні пожертви, зроблені в ісламі, коли піст (особливо в Рамадан) пропускається або порушується. Пожертви можуть бути продуктами харчування або грошима, і вони використовуються для годування нужденних. Вони згадуються в Корані. Деякі організації мають онлайн-опції fidyah і kaffara.

## Фідья
Фідья (також латинізована як fidya) — це релігійна пожертва грошей або їжі, зроблена для допомоги нужденним.
Фідья робиться для постів, пропущених через необхідність, коли людина не може надолужити піст пізніше — наприклад, якщо хтось не може постити необхідну кількість днів через погане самопочуття, вагітність або крайній вік (старий чи молодий) У Рамадан фідья має бути сплачена за кожен пропущений піст. Однак, якщо хтось пропустив пост через хворобу або в дорозі, але буде достатньо здоровим, щоб надолужити це, їм бажано надолужити піст пізніше, як це передбачено в Корані.

## Каффара
Каффара (також латинізована як kaffarah) — релігійна пожертва грошей або їжі, зроблена для допомоги нужденним.
Каффара створена для постів, пропущених без потреби — наприклад, якщо хтось пропускає або порушує піст у місяць Рамадан без поважної причини. Щоб компенсувати порушений піст, необхідно звільнити одного раба, а якщо це зробити не вдається, вони повинні постити безперервно протягом 60 днів. Якщо вони не в змозі це зробити, вони повинні надати благодійну компенсацію вартості середнього обіду для 60 бідних. У Великій Британії плата за каффару у 2021 році становить 5 фунтів стерлінгів на людину, тобто 300 фунтів стерлінгів за кожне навмисно порушене голодування.
Платити кафару також необхідно в ісламі за порушення обіцянки чи клятви.

## У Корані
Фідья і каффара згадуються в Корані:
"[Дотримання Саум (голодування)] протягом певної кількості днів, але якщо хтось із вас хворий або перебуває в подорожі, то така ж кількість (повинно бути складено) з інших днів. А що стосується тих, хто може поститися з працею (наприклад, старий тощо), у них є (вибір: або постити або) годувати Мискіна (бідняка) (на кожен день). Але той, хто творить добро по своїй волі, так буде краще для нього. І що ви постите, так буде краще для вас, якщо тільки ви будете знати."— Коран: 2:184